# Calcinus laevimanus
Calcinus laevimanus är en kräftdjursart som först beskrevs av J. W. Randall 1840.  Calcinus laevimanus ingår i släktet Calcinus och familjen Diogenidae. Inga underarter finns listade i Catalogue of Life.

## Bildgalleri

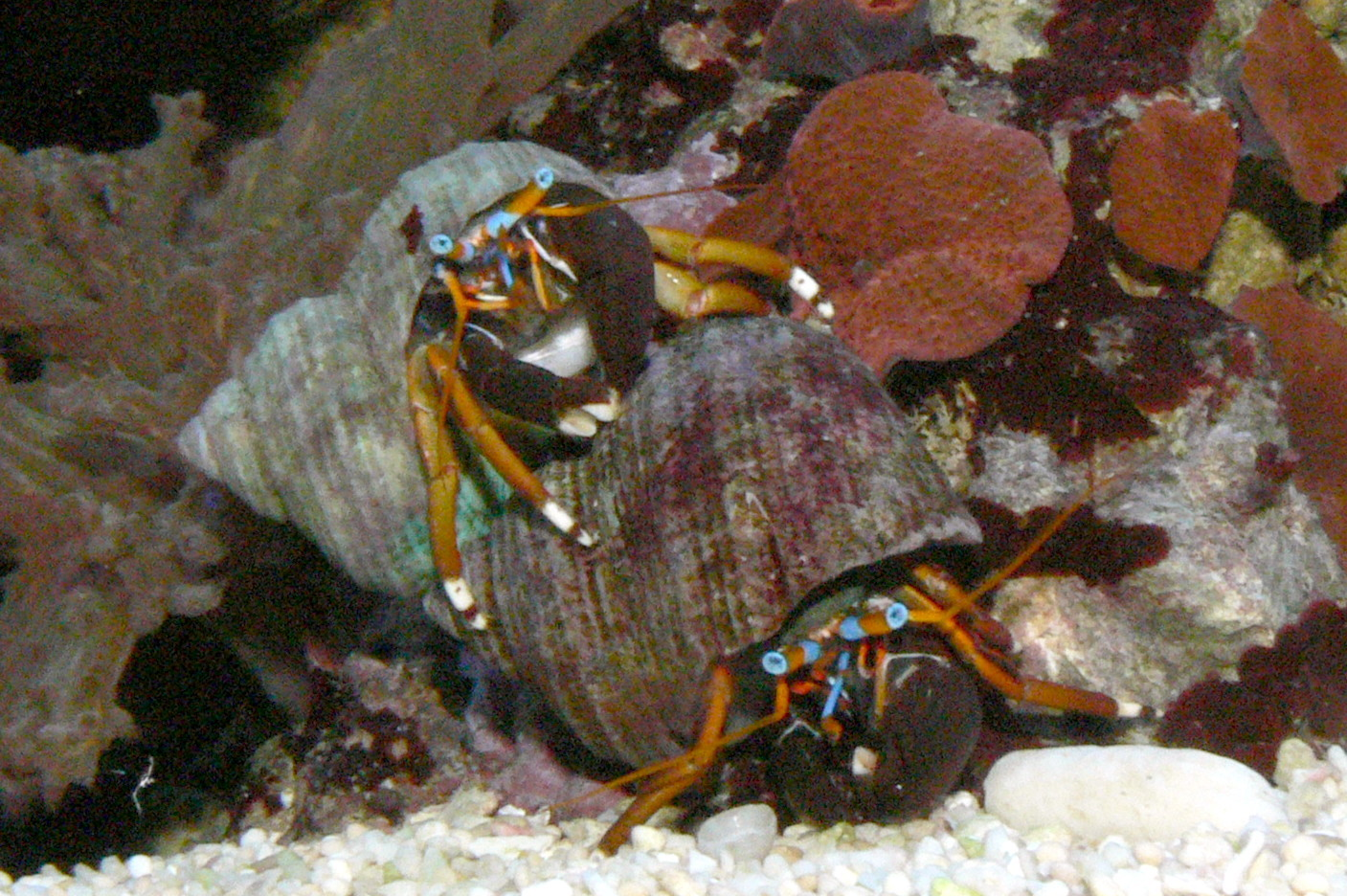
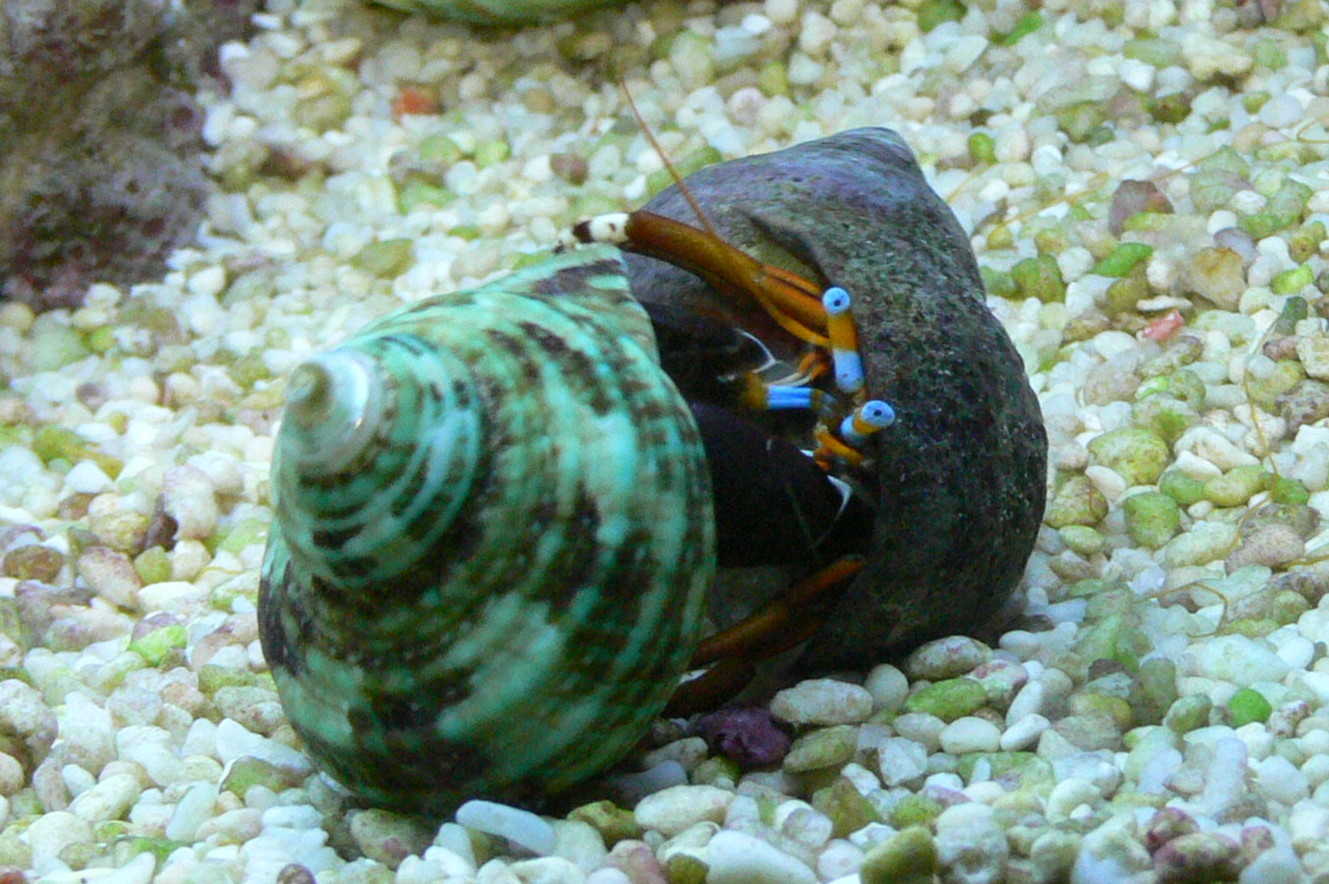
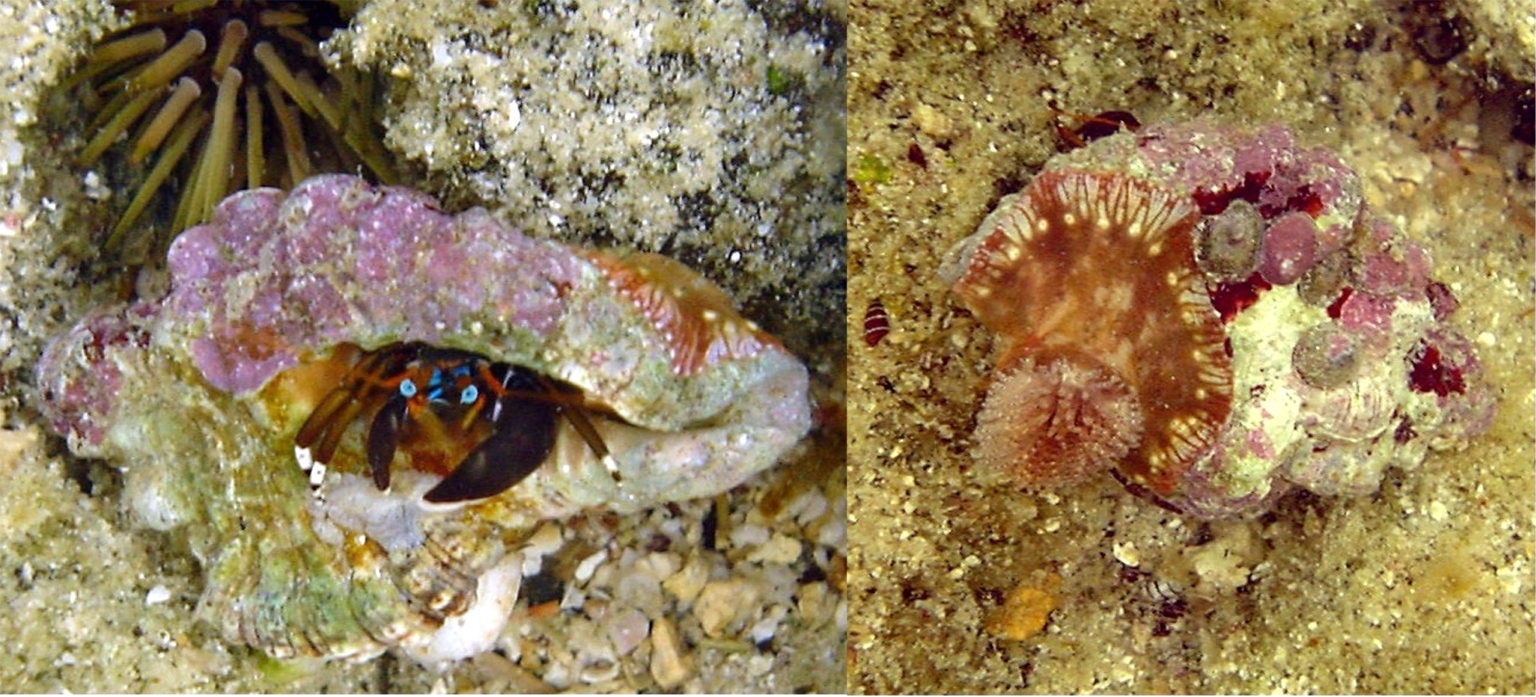
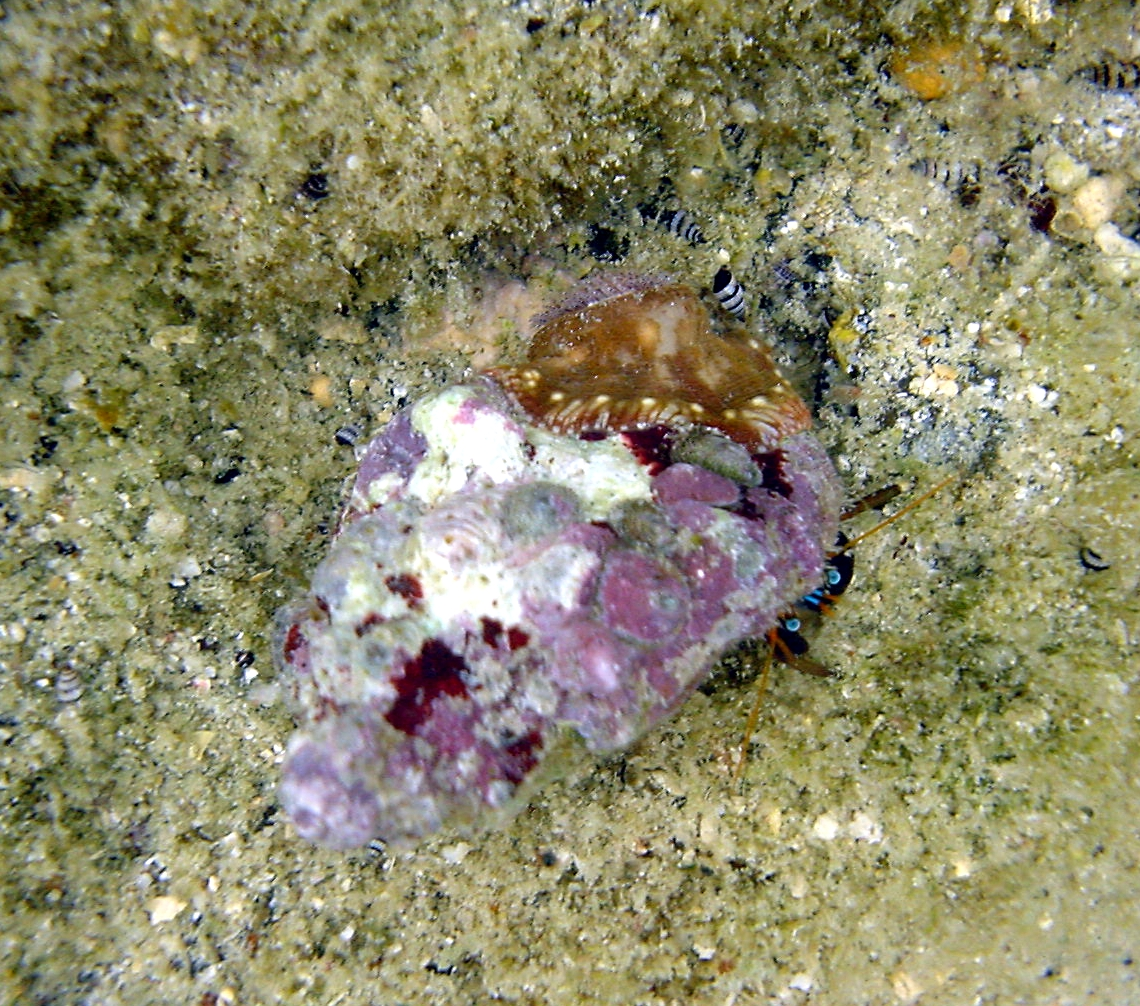
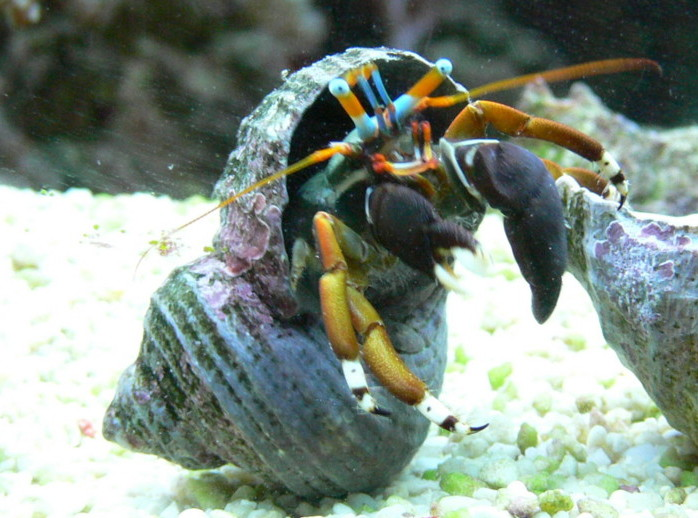
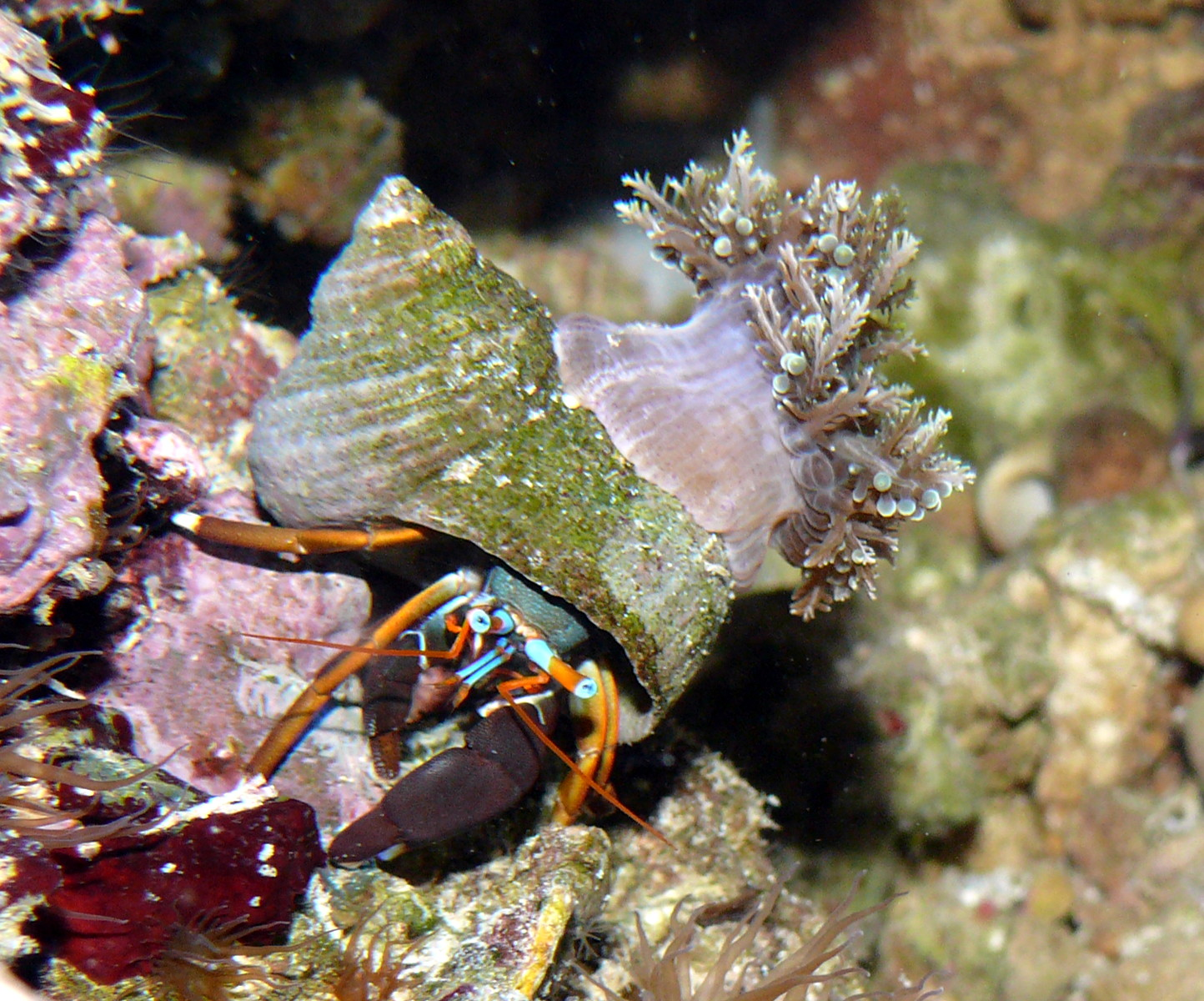